# Trudy Duburiya
Trudy Duburiya (* 13. Januar 1976) ist eine ehemalige nauruische Leichtathletin. Bei den Leichtathletik-Weltmeisterschaften 1991 vertrat sie gemeinsam mit ihrem Zwillingsbruder Tryson Duburiya ihr Heimatland.

## Leben und Karriere
Am 26. August 1991 belegte die 15-jährige Duburiya bei den im Tokioter Nationalstadion ausgetragenen Weltmeisterschaften im sechsten Vorlauf über 100 Meter in einer Zeit von 14,34 Sekunden den achten und letzten Platz. Unter den 58 Teilnehmerinnen der Vorläufe waren lediglich die Komorerin Faouzia Djaffar und die Marianerin Terhani Kirby langsamer. Einen Monat später nahm Duburiya an den South Pacific Games teil und scheiterte dort über 200 Meter (31,03 s) als auch auf der 400-Meter-Strecke (1:11,78 min) im Halbfinale. Im März 1993 erreichte sie bei den Jugend-Ozeanienmeisterschaften (U18) sowohl über 100 Meter (14,18 s) als auch über 200 Meter (29,46 s) nicht das Finale. Im Finallauf über 400 Meter kam Duburiya in 1:10,95 Minuten auf den sechsten Rang und ließ dabei ihre Landsfrauen Wenona Steven und Kili Akaiy hinter sich. Bei den South Pacific Mini Games im Dezember 1993 schied die Nauruerin über 100 Meter abermals im Vorlauf aus (14,48 s) und erreichte über 200 Meter das Halbfinale (30,38 s und 29,73 s).
1994 nahm Duburiya an den Mikronesienspielen in Mangilao (Guam) teil und erreichte folgende Ergebnisse:
- 100 Meter: fünfter Rang (13,5 s und 14,2 s)
- 200 Meter: fünfter Rang (28,7 s und 29,2 s)
- 400 Meter: Bronze (1:06,5 min und 1:05,9 min)

1998 nahm Duburiya an den Mikronesienspielen in Koror (Palau) teil und erreichte folgende Ergebnisse:
- 100 Meter: Vorlauf (14,47 s)
- 200 Meter: Halbfinale (29,53 s und 29,52 s)
- 400 Meter: Bronze (1:08,24 min und 1:06,80 min)
- Kugelstoßen: Bronze (9,60 m)
- Diskuswurf: Bronze (27,89 m)
- 4-mal-100-Meter-Staffel: Bronze (54,86 s) mit Detsalena Olsson, Edouwe Appin und Joline Harris
- 4-mal-400-Meter-Staffel: vierter Rang (4:43,01 min) mit Edouwe Appin, Joline Harris und Detsalena Olsson

Duburiya entstammt den Iruwa. Sie stammt aus dem Distrikt Anetan und ist seit 1999 mit Michael Aroi verheiratet, im Februar 2000 wurde sie Mutter eines Sohnes.

## Persönliche Bestleistungen
- 100 Meter: 13,5 s, 28. März 1994 in Mangilao
- 200 Meter: 28,7 s, 29. März 1994 in Mangilao
- 400 Meter: 1:03,0 min (ht), 19. März 1994 in Meneng[9]; 1:06,80 min (elektronisch), 6. August 1998 in Koror (jeweils nauruischer Landesrekord)
- Kugelstoßen: 9,60 m, 8. August 1998 in Koror
- Diskuswurf: 27,89 m, 5. August 1998 in Koror